# Josep Martí Sabé
Josep Martí Sabé   (Santa Coloma de Farners, 1915 - Riudarenes, 11 de juny de 2006) fou un escultor, dibuixant i pintor català.

## Biografia
Ingressà a l'Escola de Belles Arts de Barcelona el 1941. Residí en aquesta ciutat i treballà vuit anys al taller de l'escultor Enric Monjo. Fou membre fundador del grup Postectura, creat el 1950, del qual en van formar part els escultors Josep Maria Subirachs i Paco Torres Monsó, i els pintors Joaquim Datsira, Ricard Creus i la pintora Esther Boix, tots ells influenciats per les tendències constructivistes que propugnaven un nou humanisme. Fou membre de la Junta dels Salons de Maig, en els quals també hi participà. Es presentà a un centenar d'exposicions col·lectives i a quinze d'individuals a diferents llocs del país i de l'estranger.
El 1995 exposà com a convidat d'honor als Festivals d'Aix-en Provence. El 1999, 2000 i 2002 participà en el 39è, 40è i 42è Salon Méditerranéen des Arts Plastiques a Port-de-Bouc i exposà individualment a Barcelona al Cercle Artístic de Sant Lluc del que en va ser soci d'honor des del 1993. Exposà arreu de la geografia catalana i també a l'estranger. El 1975 tornà a la seva ciutat natal i treballà intensament en importants encàrrecs.
Treballava el guix, la pedra, el ferro i la terracota, materials que li permeteren una gran llibertat creativa i plàstica. Amb el temps, la seva escultura s'alliberà de l'objecte representat per esdevenir una eina de creació pura. La idea i el concepte, el diàleg entre volums positius i negatius -entre el ple i el buit-, els ritmes, la línia pura, els plans, l'abstracció com a exaltació de la pura plasticitat, sempre amb un rerefons antropomòrfic, conformaren l'expressió d'un nou llenguatge en l'obra de Martí-Sabé.
| «                       | Sempre fidel a les proporcions i a les referències anatòmiques, Martí-Sabé ha sabut recollir del cubisme el sentit de la geometria, i del surrealisme, el gest i la capacitat de fabulació. | » |
| — Daniel Giralt-Miracle | |   |

## Premis i homenatges
Obtingué 15 premis, entre els quals el Juli González i Pellicer el 1962, 4 primers premis en els “Immortal Girona” i un diploma d'honor en l'Exposició Internacional d'Art Sacre de Roma (1950). També obtingué altres reconeixements com la Medalla d'Or de la Diputació de Girona, la medalla Paul Cézanne i el 1995 va ser nomenat Fill Predilecte de Santa Coloma de Farners.

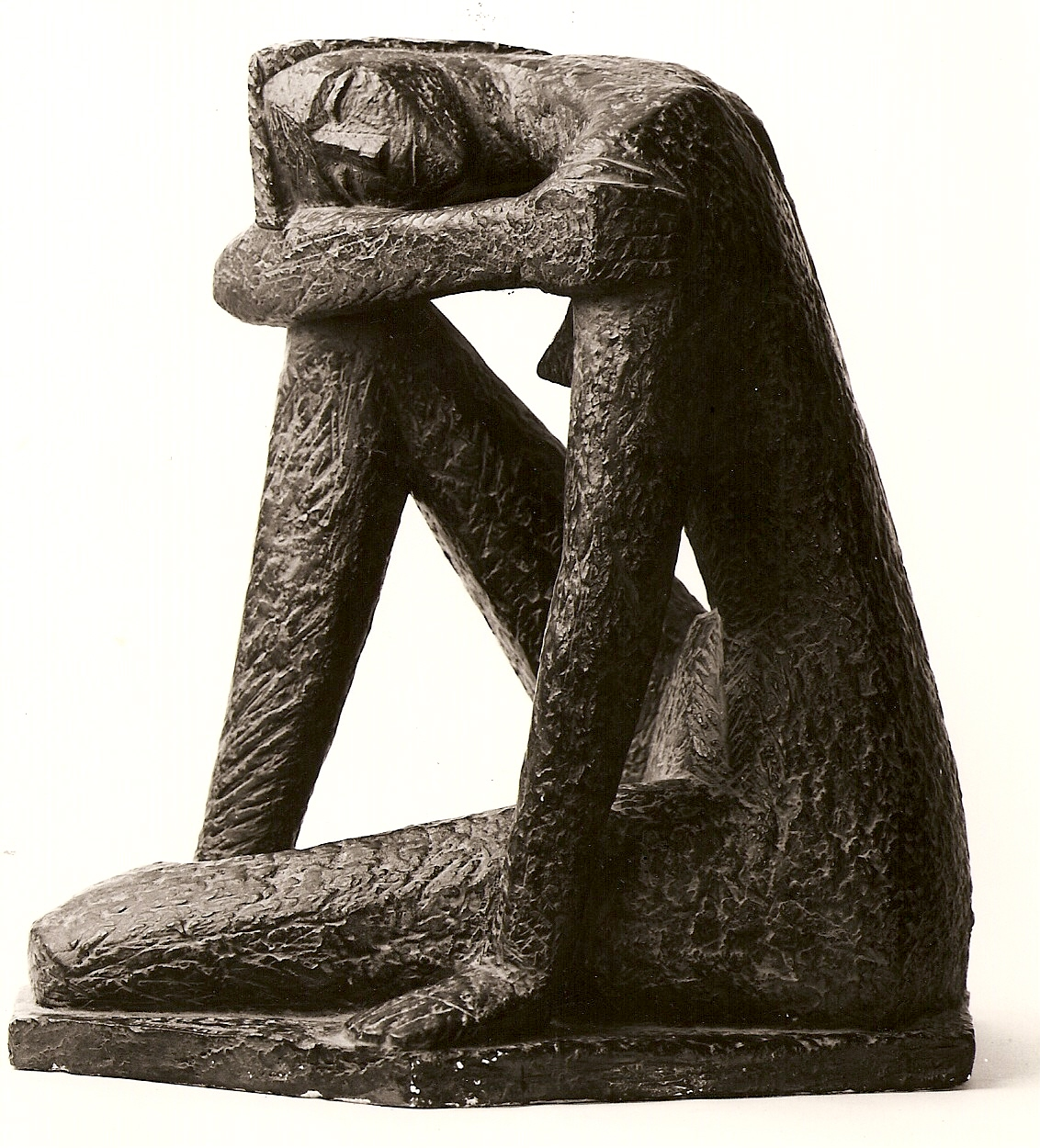
J.Martí-Sabé "Repòs" (1961)

## Obra a
Museus
- Escultura. Museu d'Art de Girona.
- Escultura “Pietat”. Museu Diocesà. Girona
- Escultura. Museu d'Art Modern de Barcelona.
- Escultura “Vietnamita”. Museu d'Art Contemporani d'Eivissa (Balears).
- Escultura “Parella”. Museu Municipal de Tossa de Mar Arxivat 2020-10-31 a Wayback Machine. (Girona).
- Bust “Pau Casals”. Vil·la Casals- Museu Pau Casals. El Vendrell (Barcelona).
- 2 Escultures. Museu de Montserrat (Barcelona).
- 2 Escultures. Museu Can Mario - Fundació Vila Casas. Palafrugell (Girona).

Edificis i llocs públics

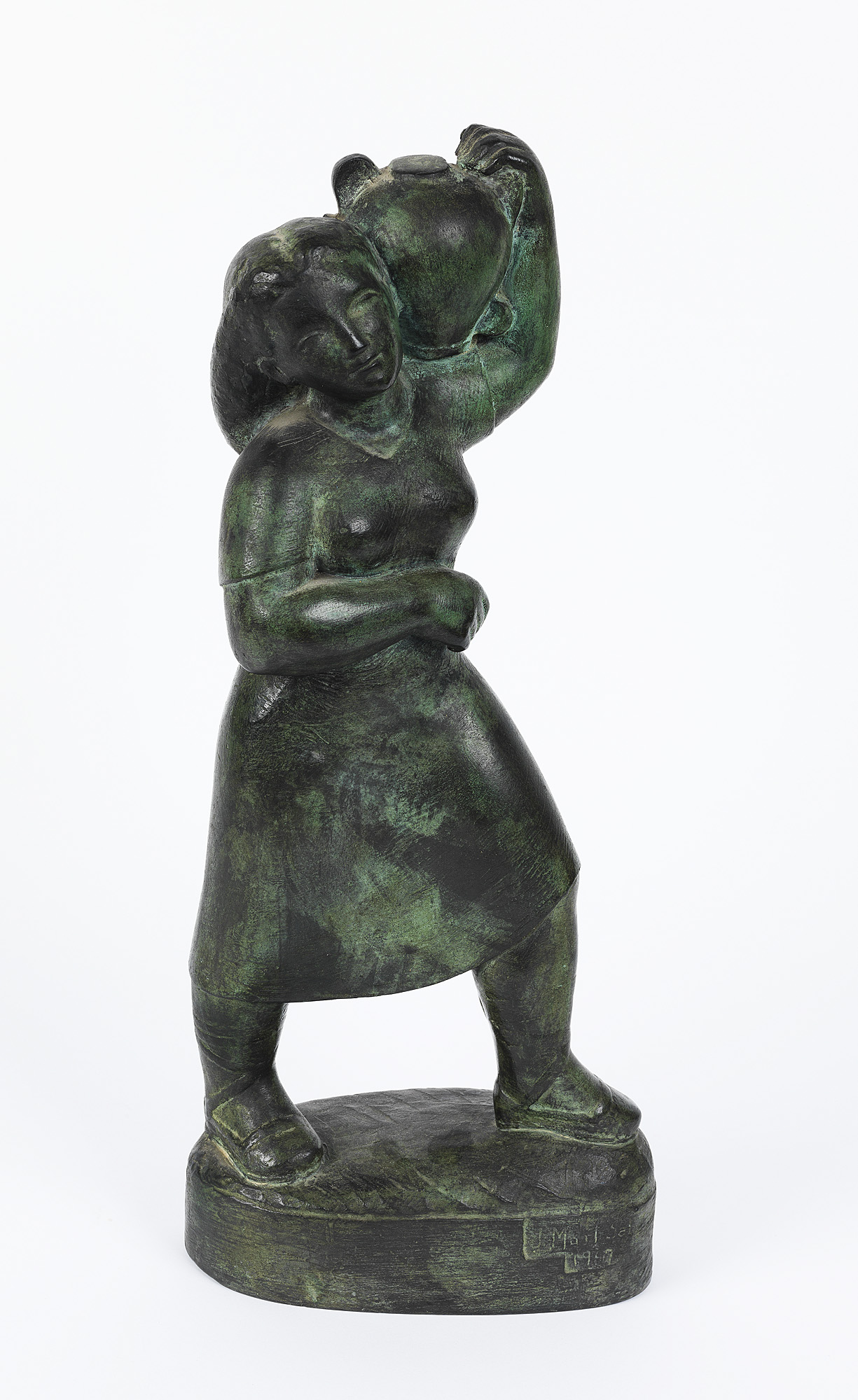
La noia del doll. Josep Martí Sabé (1947). Fundació Rafael Masó

- 33 relleus a la façana (oficis). Edifici de “La Caixa” Pl. Marquina. Girona.
- Escultura “Parella”. Edifici de “La Caixa” Hostafrancs. Barcelona.
- Relleu “Tramuntana”. Façana. Edifici de “La Caixa”. Torroella de Montgrí (Girona).
- Escultura “La família i l'estalvi”. Edifici de “La Caixa”. Santa Coloma de Farners (Girona).
- Escultura “Sagrada Família”. Ermita de Farners. Santa Coloma de Farners (Girona).
- Escultura “Sant Isidre”. Església Parroquial. Santa Coloma de Farners (Girona).
- Escultura “Mare de Déu de Fàtima”. Església de Santa Maria. Banyoles (Girona).
- Escultura “Verge de Solius”. Monestir Cistercenc de Santa Maria de Solius. Solius (Girona).
- Escultura "Sant Narcís". Església de Sant Ildefons. Barcelona.
- Escultura “Mare de Déu”. Església de Lleitera (Osca).
- Escultura “Crist”. Església de Mollerussa (Lleida).
- Escultura "Mare de Déu de Montserrat". Església de Mollerussa (Lleida)
- Relleus. Façana de la Farmàcia Vergés. Tortosa (Tarragona).
- Monument “Diana caçadora”. Factoria de Pinsos Diana. Parets del Vallès (Barcelona).
- Escultura a la capella del Monestir de les Carmelites Descalces de Pedralbes (Barcelona).
- Bust “Doctor Codina”. Dispensari. La Cellera de Ter (Girona).
- Bust “Beethoven”. Auditori. Santa Coloma de Farners (Girona).
- Escultura “Sant Jordi”. Fontana d'Or. Girona.
- Escultura. Convent de les Esclaves del Sagrat Cor. Girona.
- Monument a la Sardana. Passeig de Sant Salvador. Santa Coloma de Farners (Girona).
- Monument als Bastoners. Via pública. Gelida (Barcelona).
- Escultures “Sant Sebastià” i “Mare de Déu de Farners”. Església de Sant Sebastià. Santa Coloma de Farners (Girona).
- Escultures i relleus. Jardí dels Tarongers. Centre de Documentació Musical de Catalunya. Departament de Cultura de la Generalitat de Catalunya. Pedralbes. Barcelona.
- Escultura “Àngel”. Façana de la Biblioteca Joan Vinyoli. Santa Coloma de Farners (Girona).
- Escultura “Sant Salvador”. Residència Geriàtrica. Santa Coloma de Farners (Girona).
- Monument “Simbologia”. Jardí de l'Ajuntament. Santa Coloma de Farners (Girona).
- Escultura “Sant Jordi”. Ajuntament. Santa Coloma de Farners (Girona)
- Relleu a Sant Dalmau Moner. Font Picant. Santa Coloma de Farners (Girona).
- Relleu al Cardenal Jubany. Casa natal. Santa Coloma de Farners (Girona).
- Relleu a Salvador Espriu. Casa natal. Santa Coloma de Farners (Girona).
- Monument “SC”. Rotonda a la C-63. Santa Coloma de Farners (Girona).
- Monument “Benvinguda”. Jardins municipals a la C-63. Sils (Girona).
- Monument “Dona d'aigua”. Rotonda a la C-63. Riudarenes (Girona).
- Monument “Segador”. Avinguda dels Segadors. Riudarenes (Girona).
- Escultura La noia del doll.Fundació Rafael Masó (Girona)

Col·leccions privades a
Barcelona. Girona. Lleida. Mollerussa. Balaguer. Santa Coloma de Farners. Sant Hilari Sacalm. Riudarenes. Badalona. Mataró. Coma-ruga. Sant Pere de Ribes. Reus. Tarragona. Gelida. Caldes de Montbui. Granollers. Calella. Manlleu. Sils. Salt. Figueres. Arbúcies. Calonge. Lloret de Mar. Sant Andreu de Llavaneres. Taradell. Sabadell. Tordera. Terrassa. Sant Sadurní d'Anoia. Quart. Rubí. Cervelló. Vilanova i la Geltrú. Ribadavia. Pamplona. Madrid. Itàlia. França. Suïssa. Veneçuela. Anglaterra. Estats Units i Brasil.